# Brookesia micra
Brookesia micra (лат.) — вид ящериц-хамелеонов из рода брукезии.

## История
Brookesia micra была впервые обнаружена в 2007 году на острове Нуси-Хара севернее Мадагаскара и описана в 2012 году во время исследований там научной группой под руководством немецкого зоолога Франка Глоу.

## Описание
Хамелеоны Brookesia micra, достигающие длины в 23—29 мм, являются одними из мельчайших рептилий планеты. Они обитают на северной оконечности Мадагаскара, и только на острове Носу-Хара. Самки длиной 26—29 мм (с длиной тела без хвоста 18—19 мм) крупнее самцов (22—23,5 мм), голова животных более вытянута вперёд, нежели в ширину. Глаза выпуклые, диаметром в 2—2,5 мм (у самок) и 1,7—2,2 мм у самцов. Спинной гребень начинается от заднего края линии глаз и оканчивается у основания хвоста. На спине у ящерицы находятся 11 (изредка — 12) шипов. На голове — небольшой гребешок.
Цвет кожи у Brookesia micra в спокойном состоянии тёмно-коричневый, лишь под глазами у них бежевые пятна. При возникновении опасности коричневая кожа животного покрывается серо-зелёными пятнами. Голова и её гребень в таких ситуациях становятся серо-коричневыми, а хвост приобретает жёлтую окраску, на кончике хвоста — оранжевую.

## Среда обитания
Распространены Brookesia micra лишь на двух территориально ограниченных местностях северо-мадагаскарского острова Носу-Хара. Животные обитают среди тропических лесов, растущих в засушливом климате. Brookesia micra в дневное время перемещаются среди известковых скал и опавшей листы, ночью же поднимаются на низко опущенные ветви деревьев (на высоту до 5—10 см).
Внутри рода брукезии вид Brookesia micra относится к группе Brookesia minima, объединяющей несколько видов ящериц этого рода крайне малой величины и обитающих в северных регионах Мадагаскара.